# Louis-Lucien Boislaville
Louis-lucien Boislaville, dit Loulou est un interprète français, né le 8 janvier 1919 à Fort-de-France en (Martinique) et mort le 15 mars 2001 dans la même ville.

## Biographie
Louis se remémore son penchant très net pour les tables de multiplications qui se récitaient en chantant, en rythmant les mots. 
Il est encore jeune quand il rejoint les Éclaireurs de France dont il devient même chef de groupe. En 1935, les festivités pour le tricentenaire du rattachement des Antilles à la France subjuguent le jeune Louis. Il se porta volontaire pour la Seconde Guerre mondiale mais il est alors trop svelte et trop mince pour être retenu.
Déçu, le médecin lui prescrit une ordonnance en lui proposant de se représenter plus tard, ce qu'il fait avec succès cette fois, puisqu'il est incorporé comme engagé volontaire. Huit jours après son arrivée, il est gratifié d'une médaille pour la rédaction d'un devoir pour lequel il avait laissé parler son tempérament passionné.
Ces fréquents séjours à l'hôpital, pour cause de maladie, ne sont d'ailleurs pas étrangers à ce penchant, qui le conduit de Colson à l'Hôpital Civil en passant par Clarac, à s'occuper des loisirs des malades, à leur faire oublier leurs maladies au rythme de mélodies choisies. Après deux années d'études, il décroche le diplôme d'infirmier et est nommé responsable des loisirs à Colson, puis détaché par l'administration pour s'occuper du Ballet Folklorique Martiniquais, alors sous l'égide de la Chambre de Commerce et de l'Industrie. Chaque année, à la demande du Préfet, il anime des spectacles du groupe Folklorique à bord des bateaux de croisières, ou dans des hôtels pendant la période touristique. Par contre, à Noël, c'est parmi les malades, devenus sa deuxième famille, qu'il détecte ses talents.
Il fait appel à la fanfare militaire pour organiser un défilé à la Croix Rouge, un 14 juillet et crée également une chorale avec les malades de l'hôpital psychiatrique.
En 1972, le ballet se produit aux Jeux olympiques de Munich. 
Ayant atteint l'âge de la retraite, il se consacre entièrement au groupe folklorique dont l'évolution et les constants progrès participent pleinement à la promotion de la Martinique. Il recevra un nombre de médailles importants, pour les "services rendus" à son île. Quant à sa discographie avec le Ballet Folklorique, elle est des plus éloquentes puisqu'il en est souvent auteur, compositeur et interprète.
Avec son équipe du groupe Folklorique Martiniquais, ils feront plusieurs fois le tour du monde et, de la Caraïbe à l'Europe, le succès sera le même.
En 1994, il a reçu la distinction honorifique de "commandeur de l'Ordre national du Mérite" du Gouvernement français.
Il a participé à plusieurs activités telles que la résurgence et le maintien de certains aspects du Folklore et du Patrimoine Martiniquais. Enfin, il a œuvré pour le Carnaval, les Chantés Noël, entre autres, et pour le domaine de la modernité, il a participé à des films publicitaires.
Il est mort le 15 mars 2001 à la suite d'un malaise cardiaque. 

## Distinctions
- Commandeur de l'ordre national du Mérite (1994)

## Hommage
En son hommage, une place de la ville de Le Prêcheur porte le nom de Loulou Boislaville depuis le 21 janvier 2024.
Une avenue à la pointe Simon à Fort-de-France est dénommée en hommage à cet ambassadeur de la culture martiniquaise.